# مسيف
مسيف بلدية تابعة إقليميا إلى دائرة خبانة بولاية المسيلة الجزائرية. بلغ عدد سكانها 12209 نسمة عام 2008.

## الموقع جغرافي
تبعد عن مقر الولاية ب 97 كلم حيث تقع البلدية في الجهة الجنوبية الشرقية للولاية يحدها شمالا شط الحضنة وجنوبا بلدية الزرزور وغربا بلدية الخبانة وشرقا بلدية عزيل عبد القادر (باتنة) تبعد بحوالي 53 كلم عن دائرة بريكة ( باتنة ).